# Francesco Tripepi
Francesco Tripepi (Reggio Calabria, 5 dicembre 1857 – Roma, 1º marzo 1910) è stato un politico italiano.

## Biografia
Fratello di Demetrio e Domenico (entrambi Deputati), fu a lungo Deputato del Regno d'Italia nell'arco di sei legislature. Morì improvvisamente a Roma, per angina pectoris.